# لودویگ هوساک
لودویگ هوساک (آلمانی: Ludwig Hussak; ۳۱ ژوئیهٔ ۱۸۸۳ – ۵ ژوئیهٔ ۱۹۶۵) بازیکن فوتبال اهل اتریش بود.
از باشگاه‌هایی که در آن بازی کرده‌است می‌توان به باشگاه فوتبال آستریا وین اشاره کرد.
وی همچنین در تیم ملی فوتبال اتریش بازی کرده‌است.